# Torre Cavallo

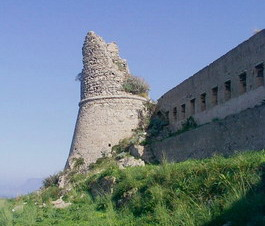
Torre Cavallo

Der Torre Cavallo ist ein Sarazenenturm aus dem 16. Jahrhundert in der Nähe von Cannitello, einem Ortsteil von Villa San Giovanni in der italienischen Region Kalabrien, in Richtung Scilla an der Straße von Messina.

## Geschichte

### Namensherkunft
Man denkt, dass das Kap des Torre Cavallo so genannt wurde, weil dies eine populäre Abkürzung des lateinischen „caput valli“ (dt.: Kopf des Tales) war. Vermutlich ist Oktavian nach seiner Niederlage in der Seeschlacht vor Scilla auf diese Klippen geklettert, bevor er den entscheidenden Sieg gegen Sextus Pompeius davontrug.
Der Begriff „Cavallo“ (dt.: Pferd) wurde auch schon dem Vorhandensein eines Stalles neben dem Turm zugeschrieben, in dem ein Pferd zur Lieferung von Informationen über Sichtungen vom Turm aus an die Bewohner gehalten wurde.
Ein weiterer möglicher Ursprung des Namens wird auf eine Motte zurückgeführt, eine Festung, in die sich die Bewohner sofort zurückziehen konnten, um sich vor den Sarazeneneinfällen zu schützen. Da sie keine Motte in der Nähe hatten, weil sich diese näher an der Siedlung Reggio Calabria befand, flüchteten sich die Bewohner auf die Hügel, was die Arbeit vor Ort begünstigte. Einige denken auch, dass der Anbau des „bequemen Stalles“ dem sogenannten „Sfondaco“, einem großen Lager zur Aufbewahrung von Handelsgütern, diente.
Andere wiederum wollen, dass die Bezeichnung von einer Legende abgeleitet wurde, die von einem Pferd handelt, das dort zur Verteidigung von Sizilien und der Straße von Messina eingestellt wurde, aber diese These findet nicht viel Unterstützung.

### Der Bau des Turms
In der Nähe der Stadt Reggio Calabria und den maritimen Siedlungszentren gab es im Mittelalter zunächst die schlimme Gefahr durch die sarazenischen Piraten und dann durch die Türken. Aus diesem Grund wurden zahlreiche Aussichtstürme an den vorspringenden Punkten der Küste aufgestellt, bereit dazu, Alarm zu geben, falls sich am Horizont ein verdächtiges Segel zeigte.
So wurde um 1559 der Torre Cavallo auf Kosten der Gemeinde Scilla errichtet, die der Stadt Reggio Calabria einen Zoll auf Seide zahlen musste. Da die Türme und die Festungen die einzigen Verteidigungsbauwerke waren und die Bewohner gerne darauf zurückgriffen, waren diese bereit dazu, sich einem Tribut zu unterwerfen.
Zwischen den Türmen war die Verständigung schnell, sodass, wenn feindliche Schiffe vom „Torre di Punta Pezzo“ gesichtet wurden, diese Information dem Ausguck am Kap San Gregorio mitgeteilt wurde, der wiederum den am Capo Pacì alarmierte. Von dort aus wurden die Bürger umgehend gewarnt, sodass sie in Deckung gehen und ihre Verteidigung vorbereiten konnten. Die Leute brachten sich in landeinwärts gelegenen Gebieten in Sicherheit, während die Soldaten des Lehensherrn zum Meer liefen, um die Verteidigungsanlagen zu besetzen.
Die Anwesenheit der Ruffos bestimmte das Schicksal des Turms, was die zahlreichen Umbauten und die Art der Nutzung des Turms selbst angeht.

### Jüngste Geschichte
Im jüngster Zeit wurde der Torre Cavallo auch zur Suche nach dem Schwertfisch genutzt, und zwar in dessen Fangzeit von Frühjahr bis Sommer, solange die Boote nicht mit eisernen Stegen ausgestattet waren, die auch die Boote („u caiccheddhu“) ersetzten, die aufgrund ihrer Schlankheit die Jagd nach den Fischen ermöglichten, denen sie auf der Suche nach einem sicheren Ort nicht ermöglichten, dem sicheren Fang zu entgehen.